# Дорније Do D-I
Дорније D.I или Дорније Do D-I је немачки ловачки авион који је производила фирма Дорније. Први лет авиона је извршен 1918. године. 

Највећа брзина у хоризонталном лету је износила 201 km/h. Размах крила је био 7,80 метара а дужина 6,37 метара. Маса празног авиона је износила 709 килограма а нормална полетна маса 892 килограма. Био је наоружан са два 7,92-мм пулемета LMG 08/15.

## Наоружање
| Наоружање авиона: Дорније      |      |
| Ватрено (стрељачко) наоружање  |      |
| Топ                            |      |
| Митраљез                       |      |
| Број и ознака митраљеза        | 2    |
| Калибар                        | 7,92 |
| Бомбардерско наоружање (бомбе) |      |
| Ракетно наоружање (ракете)     |      |